# Battaglia di Langside
La battaglia di Langside fu uno scontro combattuto il 13 maggio 1568 tra le forze leali a Maria di Scozia e quelle che sostenevano suo figlio infante Giacomo VI di Scozia. Il breve periodo di regno di Maria si concluse nel 1567 tra intrighi e recriminazioni dopo la battaglia di Carberry Hill ed ella venne costretta ad abdicare in favore di Giacomo VI. Maria venne imprigionata al castello di Loch Leven, mentre il suo fratellastro protestante, Giacomo Stewart, I conte di Moray, fu nominato reggente in nome del nipote. All'inizio di maggio del 1568 Maria fuggì per riunirsi coi membri del clan Hamilton che sostenevano la sua causa e raggiunse il castello di Dumbarton, determinata a restaurare i propri diritti come regina di Scozia. Maria venne sconfitta e si dovette portare in esilio in Inghilterra. La battaglia segnò l'inizio della guerra civile mariana.

## Gli uomini della regina
L'abdicazione della regina Maria di Scozia non venne accettata da tutti, e anche all'interno della nobiltà scozzese di fede protestante la sua fuga venne accolta con piacere. Con una scorta di cinquanta cavalieri guidati da lord Claud Hamilton giunse nel Lanarkshire, dove il gruppo venne raggiunto dai conti di Argyll, Cassillis, Rothes ed Eglinton oltre ai signori di Sommerville, Yester, Livingston, Herries, Fleming, Ross e numerosi altri baroni feudali coi loro sostenitori. Nel giro di pochi giorni Maria radunò 6000 uomini al proprio seguito.
Dopo l'abdicazione, venne apertamente dichiarato che alla regina era stata estorta con la minaccia della morte l'approvazione all'incoronazione di suo figlio Giacomo, dichiarando inoltre il conte di Moray quale traditore del regno. La regina chiese quindi ai suoi fedelissimi di prodigarsi per la restituzione a lei della corona regale e questo contratto venne siglato da otto conti, nove vescovi, diciotto signori feudali, dodici abati e quasi un centinaio di baroni.

## La marcia di Maria
Maria aveva quanto più in animo di evitare lo scontro armato e per questo si ritirò al castello di Dumbarton che si trovava ancora nelle mani di un suo fedelissimo, John Fleming, V lord Fleming. Qui la regina si trovava in una posizione inespugnabile (almeno virtualmente), adatta a ricevere i rinforzi dal nord e ad osservare l'evolversi degli eventi. Con l'intenzione di bypassare il conte di Moray, marciò verso il castello di Rutherglen per incontrare i suoi fedelissimi e raggiungere poi Glasgow, poi Langside, Crookston e Paisley verso il fiume Clyde, e poi far rotta su Dumbarton verso la parte settentrionale dell'estuario del fiume. Il conte di Moray portò il suo esercito nella brughiera presso il villaggio di Langside, dirigendosi poi verso Glasgow. Kirkcaldy, tenendo d'occhio i movimenti del nemico, notò che questi si tenevano a sud del fiume Cart con l'esercito del reggente sulla riva opposta. Per tutta risposta ordinò ai propri moschettieri di montare a cavallo ciascuno dietro un cavalieri e e di attendere il nemico. Nel frattempo il conte di Moray continuò a dispiegare il resto del suo esercito e la sua avanguardia al comando del conte di Morton. Ben presto l'avanguardia della regina comandata da lord Hamilton iniziò ad avanzare nel villaggio. Lo scontro era ormai inevitabile.

## Cannoni e picche
L'esercito di Maria era comandato dal conte di Argyll, il quale pur avendo poche doti militari, era intenzionato unicamente a mettere in difficoltà il conte di Moray suo oppositore. La regina Maria si posizionò presso un'altura denominata Court Knowe, non lontana dal castello di Cathcart. Quando lord Hamilton tentò di forzare il passaggio presso Langside si trovò a fronteggiare il fuoco degli archibugieri di Grange che inflissero diverse perdite ai filo-mariani, gettando i sopravvissuti nel panico. Hamilton fece pressione sui suoi e alla fine raggiunse una collina, solo per trovare il grosso del nemico. il conte di Morton con una serie di picchieri avanzò per intercettare l'avanguardia di Maria.
Grange, al quale il conte di Moray aveva concesso un considerevole margine di manovra, continuò ad agire con coraggio e distinzione; "... il reggente diede commissione a Grange, con special cura, essendo un capitano d'esperienza, di prevedere ogni pericolo, incoraggiando gli altri a proseguire." La battaglia era ora al picco ed il risultato finale era ancora avvolto nel dubbio, sin quando Grange vide che l'ala destra dell'esercito del reggente comandata dal barone del Renfrewshire stava iniziando a perdere terreno. Immediatamente galoppò verso il grosso del battaglione per portarvi dei rinforzi. L'azione diede esito immediato al punto che il contrattacco riuscì a rompere le file del nemico. Il conte di Moray, che era rimasto sulla difensiva, respingendo le ondate della cavalleria di Maria, si diede a caricare ora con la cavalleria il grosso dell'esercito nemico. Gli uomini della regina capitolarono dopo quarantacinque minuti di scontri e la battaglia venne dichiarata finita.

## Conseguenze
La biografa della regina Maria, Antonia Fraser, descrisse la battaglia di Langside come una "colossale sconfitta" per Maria. Solo uno degli uomini del conte di Moray risultò morto negli scontri, mentre l'esercito della regina perse 100 uomini in tutto, un dato che fu particolarmente grave per Maria che si era ripromessa di non fare spargimenti di sangue. Più di 300 degli uomini di Mari vennero fatti prigionieri, incluso lord Seton e sir James Hamilton e molti rappresentanti del suo clan. Maria e la sua scorta fuggì, dapprima tentando di raggiungere il castello di Dumbarton, e poi ripiegando verso sud, giungendo infine all'abbazia di Dundrennan. Da qui ella partì alla volta dell'Inghilterra senza mai più rivedere la Scozia.
Maria attraversò il Solway Firth verso Workington il 16 maggio 1568, di notte, con venti uomini al suo seguito. Questo evento inaspettato provocò una disputa tra gli ufficiali di confine inglesi. Il giorno successivo si portò a Cockermouth dove venne accolta da Richard Lowther, vice di lord Scrope al castello di Carlisle. Lowther scortò Maria a Carlisle il 18 maggio. Nel frattempo, il conte di Northumberland che si trovava a Topcliffe seppe della notizia da Workington, che si trovava sotto la sua giurisdizione.
Nei successivi cinque anni, i sostenitori di Maria di Scozia continuarono una guerra civile contro i reggenti di Scozia.